# Casimir Wolowski
Casimir Wolowski (né Kazimierz  Wołowski à Varsovie le 23 mai 1813 et mort à Paris 9e le 22 août 1877) est un écrivain français d’origine polonaise.

## Biographie
Casimir est le fils de François et Thécla Wołowska.
En 1837, il épouse épouse à Paris Henriette Martin (1813-1861). Le sénateur Narcyz Olizar (pl) est témoin du mariage
Il est mort chez lui, rue de Milan, à l'âge de 64 ans. 

## Publications
- Méditations religieuses (1863)
- Études sur la Pologne (1863)